# Andreas Hurschler
Pour les articles homonymes, voir Hurschler.
Andreas Hurschler, né le 14 septembre 1977 à Stans, est un ancien spécialiste suisse du combiné nordique. Il a obtenu un podium par équipe en 2005 à Pragelato.
Son frère Seppi est également spécialiste du combiné nordique.

## Palmarès

### Jeux olympiques
| Épreuve / Édition | Épreuve / Édition | Salt Lake City 2002 | Turin 2006 |
| Individuel        | Gundersen         | 25e                 | 23e        |
| Individuel        | Sprint            | 21e                 | 21e        |
| Par équipes       | Par équipes       | 7e                  | 4e         |

### Championnats du monde
| Épreuve / Édition | Épreuve / Édition | Ramsau 1999 | Lahti 2001 | Val di Fiemme 2003 | Oberstdorf 2005 | Sapporo 2007 |
| ----------------- | ----------------- | ----------- | ---------- | ------------------ | --------------- | ------------ |
| Sprint            | Sprint            |             |            | 15e                | 22e             | 23e          |
| Gundersen         | Gundersen         | 40e         | 33e        | 17e                | 19e             | 24e          |
| Par équipes       | Par équipes       |             | 10e        | 8e                 | 6e              | 5e           |

### Coupe du monde
Son meilleur classement en Coupe du monde, le seizième rang en 2005-2006, saison durant laquelle il a obtenu son meilleur résultat individuel, cinquième. Il compte un podium en épreuve par équipes en 2005 (troisième place).